# Birgit Edlund
Birgit Teresia Edlund, ogift Elfwén, född 18 juni 1924 i S:t Johannes församling i Stockholm, död 26 augusti 2000 i Adolf Fredriks församling i Stockholm, var en svensk översättare. 
Hon översatte huvudsakligen från engelska, men även enstaka titlar från norska, danska och tyska. Under drygt 40 år hann hon översätta runt 100 böcker; 1959–1960 under namnet Birgit Elfwén, 1960–1973 som Birgit Edlund tillsammans med maken Mårten Edlund, 1974–1981 under namnet Birgit Elfwén-Edlund och därefter åter som Birgit Edlund. Bland hennes översättningar märks närmare dussinet böcker av nobelpristagaren Isaac Bashevis Singer.
Birgit Edlund var dotter till faktor Gustaf Elfwén och Aina, ogift Lundgren. Hon studerade vid Stockholms Högskola 1944–1946, blev Master of Arts (MA) vid Syracuse University i USA 1949, Cours d’Art Dramatique Sorbonne 1955, anställd vid Utlänningskommissionen 1946, vid Amerikanska ambassaden i Stockholm 1949–1951 och 1956–1958, EGA Paris 1951–1955. Hon arbetade som frilansöversättare från 1958. Edlund var styrelseledamot i Författarfonden från 1983.
Hon var 1961–1983 gift med Mårten Edlund.

## Översättningar (urval)
- Mark Twain: Mississippi (Life on the Mississippi) (övers. av Margareta Suber och Birgit Elfwén) (Christofers bokförlag, 1959)
- Nathaniel Hawthorne: Huset med de sju gavlarna (The house of the seven gables) (Natur och kultur, 1962) (tillsammans med Mårten Edlund)
- Daniel Defoe: Robinson Crusoe (Robinson Crusoe) (Trevi, 1983)
- Aksel Sandemose: En palmgrön ö (En palmegrønn øy) (Forum, 1984)
- Ernest Hemingway: Edens lustgård (The Garden of Eden) (Bonnier, 1988)
- Emily Brontë: Svindlande höjder (Wuthering Heights) (Studentlitteratur, 1993)
- Isaac Bashevis Singer: Skuggor över Hudsonfloden (Sho tns baym Hodson) (Bromberg, 2000)

## Priser
- 1971 – Sveriges Författarfonds premium till personer för belöning av litterär förtjänst
- 1975 – Elsa Thulins översättarpris (tillsammans med Mårten Edlund)
- 1994 – Stiftelsen Natur & Kulturs översättarpris